# Oneirodes thysanema
Oneirodes thysanema es una especie de pez del género Oneirodes, familia Oneirodidae, orden Lophiiformes. Fue descrita científicamente por Pietsch & Seigel en 1980.
Especie inofensiva para el ser humano. Puede alcanzar los 1500 metros de profundidad.

## Descripción
Su longitud estándar es de 2,7 centímetros.

## Distribución
Se distribuye por el Pacífico y Atlántico.